# Carlos Fangueiro
Carlos Manuel Fangueiro Soares, noto semplicemente come Carlos Fangueiro  (Matosinhos, 19 dicembre 1976), è un allenatore di calcio ed ex calciatore portoghese, di ruolo attaccante, tecnico del Paços Ferreira.

## Palmarès

### Allenatore

#### Competizioni nazionali
- Campionato lussemburghese: 1

Dudelange: 2021-2022